# Circuito Brasileiro de Voleibol de Praia Feminino Sub-21 de 2017
O Circuito Brasileiro de Voleibol de Praia Sub-21 de 2017, também chamado de Circuito Banco do Brasil de Vôlei de Praia Sub-21, foi a décima quinta edição da principal competição nacional de Vôlei de Praia na categoria Sub-21 na variante feminina, iniciado em 9 de fevereiro de 2017.

## Resultados

### Circuito Sub-21
| Evento                                                | Ouro                                   | Prata                                | Bronze                            | Quarto lugar                    |
| 1ª Etapa Maceió, Alagoas 9 a 12 de fevereiro de 2017. | Vitória Rodrigues Giovanna Gonçalves   | Kyce Mikaele Milena Pâmela           | Monique Rossato Franciane Richter | Talita Simonetti Amanda Nunes   |
| 2ª Etapa Maringá, Paraná 8 a 11 de maio de 2017.      | Victória Tosta Aninha Santos           | Vitória Rodrigues Giovanna Gonçalves | Talita Simonetti Amanda Nunes     | Amanda Mariano Anna Luisa Arena |
| 3ª Etapa Bauru, São Paulo 5 a 8 de junho de 2017.     | Talita Simonetti Ana Teresa Cavalcanti | Kyce Mikaele Milena Pâmela           | Victória Tosta Aninha Santos      | Roberta Glatt Anne Catherine    |